# Vue du lac Léman
Vue du lac Léman est un tableau réalisé par le peintre français Gustave Courbet en 1876. Exécutée en Suisse, cette huile sur toile est un paysage qui représente une embarcation à voile sur le Léman, avec en arrière-plan les Dents du Midi. Leguée à Granville, dans la Manche, en 1892, l'œuvre est conservée au musée d'Art et d'Histoire de Granville, mais l'artiste a signé d'autres peintures similaires du plan d'eau, lesquelles se trouvent ailleurs dans le monde, notamment au musée des Beaux-Arts et d'Archéologie de Besançon, dans le Doubs.

## Variantes

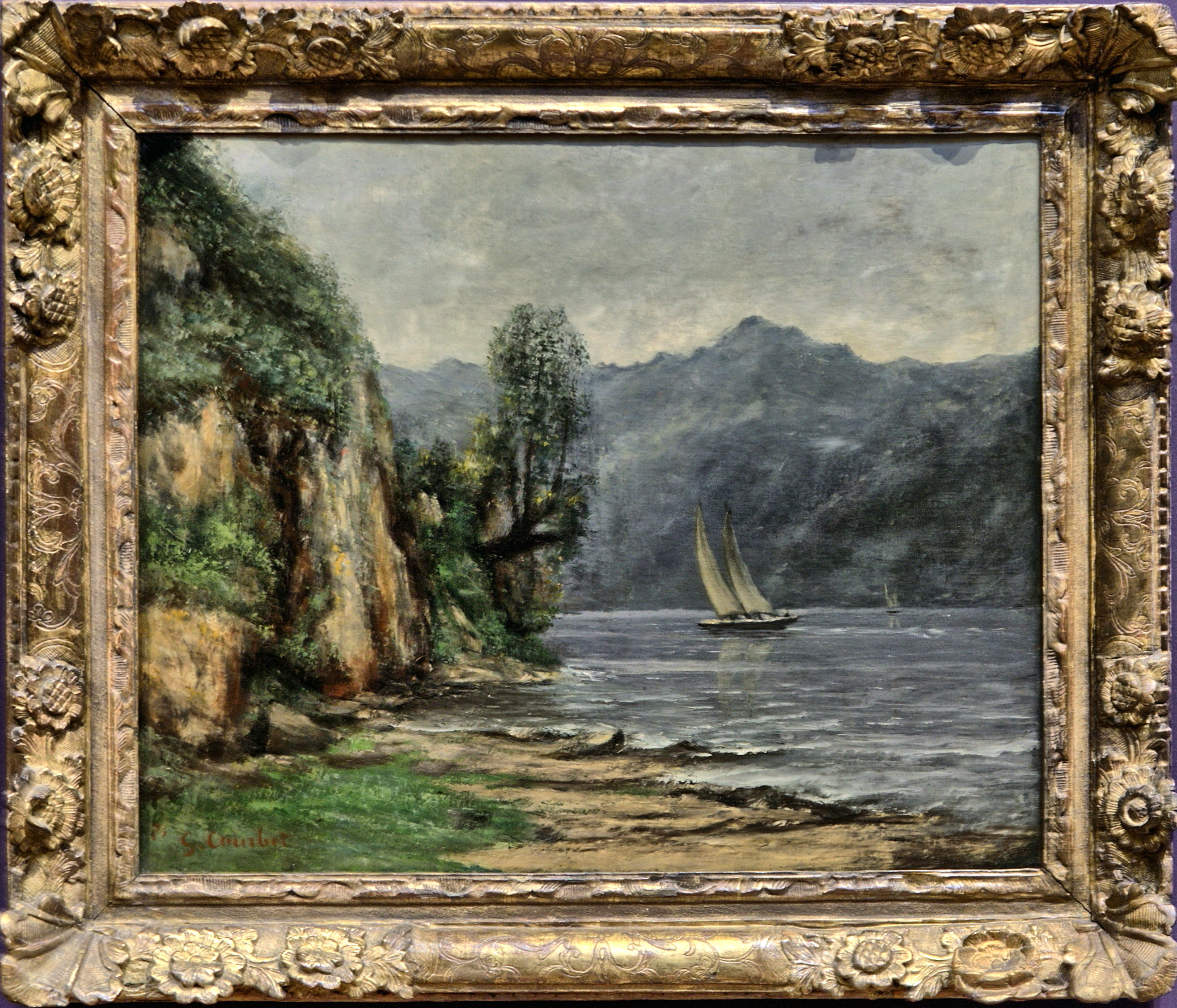
Musée des Beaux-Arts et d'Archéologie de Besançon, Besançon.